# Журавльов Дмитро Григорович
Дмитро́ Григо́рович Журавльо́в (3 січня 1926 — 11 лютого 1971) — радянський військовик, в роки Другої світової війни — снайпер 271-го гвардійського стрілецького полку 88-ї гвардійської стрілецької дивізії 8-ї гвардійської армії, гвардії єфрейтор, повний кавалер ордена Слави.

## Життєпис
Народився в селі Біловодськ, нині — селище міського типу, районний центр Луганської області, в шахтарській родині. Українець. Здобув середню освіту. Працював слюсарем.
До лав РСЧА призваний у вересні 1943 року. У боях німецько-радянської війни з вересня 1944 року. Воював на 1-му Білоруському фронті.
На початку жовтня 1944 року поблизу населеного пункту Цецилювка (Польща) снайпер гвардії єфрейтор Д. Журавльов знищив 13 солдатів супротивника.
16 січня 1945 року, після успішного форсування річки Варта північніше міста Познань (Польща), автоматник гвардії єфрейтор Д. Журавльов у складі штурмової групи в кількості 12 бійців взяв участь у бою за місто Рава-Мазовецька. Частина ворожого гарнізону була знищена, решта — взята у полон.
28 квітня 1945 року під час бою в центрі Берліна командир полку зазнав поранення. Гвардії єфрейтор Д. Журавльов вогнем з автомата розсіяв групу солдатів ворога й виніс з поля бою пораненого командира.
Демобілізований у званні старшого сержанта. Член КПРС з 1956 року. У 1958 році закінчив Харківський медичний інститут і направлений на роботу в смт Свеса Ямпільського району Сумської області, де обійняв посаду головного лікаря селищної лікарні. У 1965 році, за станом здоров'я, переведений на посаду завідувача інфекційного відділення тієї ж лікарні.
Помер на робочому місці. Похований на кладовищі смт Свеса.

## Нагороди
Нагороджений орденами Слави 1-го (15.05.1946), 2-го (31.03.1945) та 3-го (20.10.1944) ступенів і медалями.

## Вшанування пам'яті
Ім'ям Дмитра Журавльова названа одна з вулиць селища міського типу Свеса Ямпільського району Сумської області.